# Росас Арреола, Мануэль
Мануэль Росас Арреола (исп. Manuel Rosas Arreola; 14 октября 1983, Гвадалахара, Мексика) — никарагуанский футболист мексиканского происхождения, полузащитник клуба «Реал Эстели» и сборной Никарагуа.

## Клубная карьера
Росас начал свою футбольную карьеру в юношеской команде клуба «Монаркас Морелия» из родного города. Позже переехал в Монтеррей, поступив в систему клуба «УАНЛ Тигрес» в Монтеррее. Однако, пробиться в основной состав у Мануэля не получилось, и он довольствовался игрой лишь во второй, а то и в третьей команде. Спустя некоторое время Мануэль решает покинуть «Тигрес», и в течение нескольких лет играет в низших лигах Мексики. В середине 2010 года он отправился в Никарагуа, подписав контракт с местным клубом «Реал Эстели». Дебютировал за новый клуб 1 августа 2010 года во встрече с клубом «Реал Мадрис» и сразу же завоевал место в стартовом составе, цвета которой защищает и поныне, выиграв за это время ряд национальных титулов.

## Карьера в сборной
27 декабря 2012 года Росас получил никарагуанское гражданство, что позволило ему играть за сборную этой страны. Через несколько недель он был заявлен испанским тренером Энрике Лленой на матчи Центральноамериканского кубка, в ходе которого 18 января 2013 года он дебютировал в составе сборной на групповом этапе соревнования в игре с Гватемалой (1:1).
В составе сборной был участником розыгрыша Золотого кубка КОНКАКАФ 2017 в США.
Был включён в состав сборной Никарагуа на Золотой кубок КОНКАКАФ 2019. Во втором матче в групповом раунде против сборной Гаити срезал мяч в собственные ворота, а его команда уступила со счётом 0:2.

### Голы за сборную
| #  | Дата            | Соперник | Счёт | Итоговый счёт | Соревнование                          |
| -- | --------------- | -------- | ---- | ------------- | ------------------------------------- |
| 1. | 16 июня 2015    | Суринам  | 2:1  | 3:1           | Отборочные матчи чемпионата мира 2018 |
| 2. | 4 сентября 2015 | Ямайка   | 1:0  | 3:2           | Отборочные матчи чемпионата мира 2018 |

## Достижения
«Реал Эстели»
- Чемпион Никарагуа (9): апертура 2011, клаусура 2012, апертура 2012, клаусура 2013, апертура 2013, клаусура 2014, апертура 2015, апертура 2016, клаусура 2019